# Supercoppa italiana 1996 (pallavolo maschile)
La Supercoppa italiana 1996 si è svolta il 22 settembre 1996: al torneo hanno partecipato due squadre di club italiane e la vittoria finale è andata per la prima volta al Cuneo.

## Regolamento
Le squadre hanno disputato una gara unica.

## Squadre partecipanti
| Squadra | Qualificazione                  | Ultima partecipazione |
| ------- | ------------------------------- | --------------------- |
| Cuneo   | Vincitrice Coppa Italia 1995-96 | Debutto               |
| Treviso | Vincitrice Serie A1 1995-96     | Debutto               |

## Torneo
| 22 settembre 1996 Palasport di San Rocco Castagnaretta, Cuneo Durata: 2h:27 - Spettatori: ? | Piemonte | 3 - 1 | Treviso | 15-12, 15-7, 11-15, 15-11 |